# Dzsimokudzsi
Dzsimokudzsi (甚目寺町, Dzsimokudzsi csó) város Aicsi prefektúra Ama körzetében, Japánban.
2003-ban a város népessége 37 651 fő, népsűrűsége pedig 4035,48 fő volt négyzetkilométerenként. Teljes területe 9,33 km².

## Események
- 1906-ban létrejön Dzsimokudzsi falu
- 1933-ban várossá nyilvánítják